# Breitenbach (Oberleichtersbach)

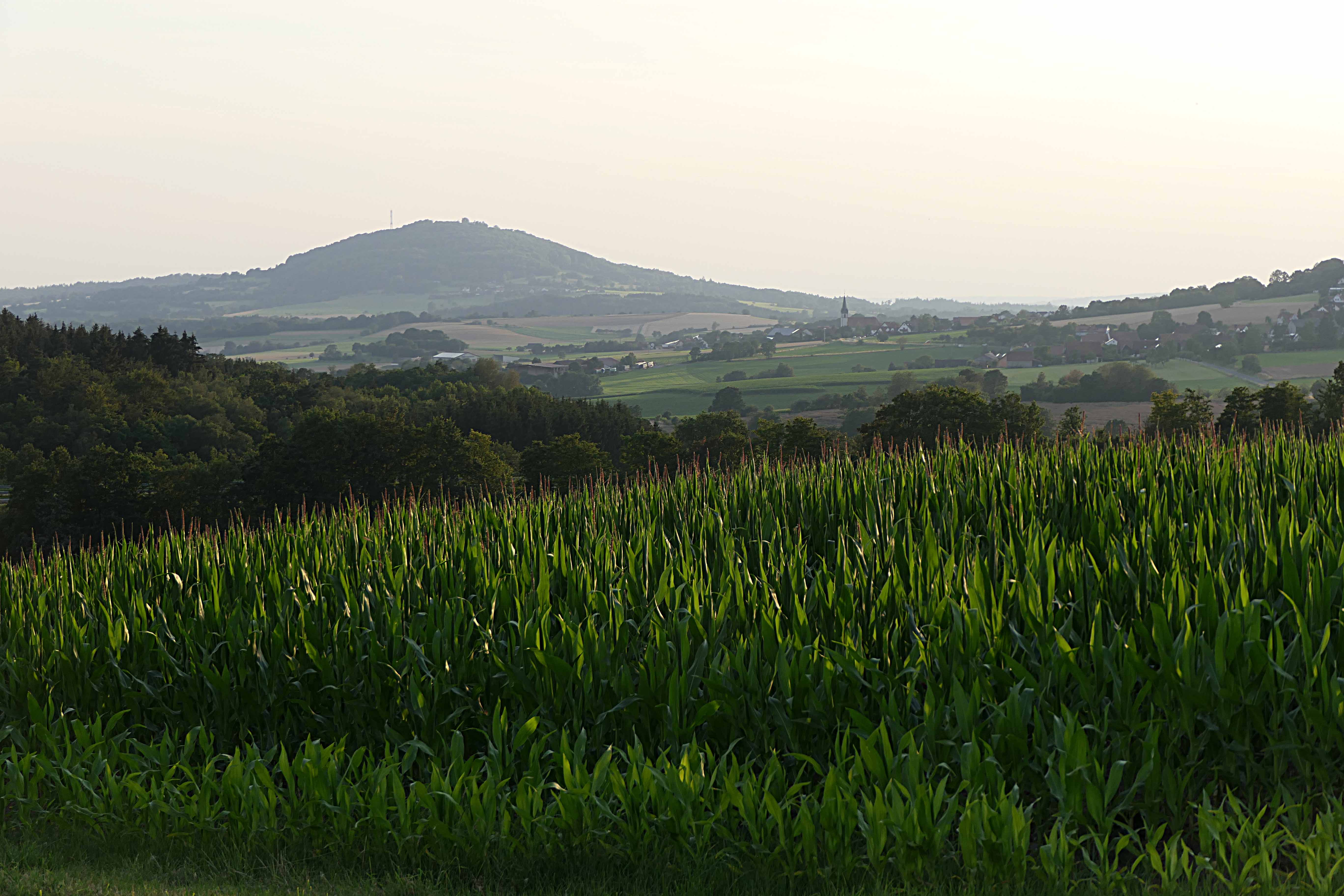
Blick über Breitenbach zum Dreistelzkopf

Breitenbach ist ein Gemeindeteil der Gemeinde Oberleichtersbach im unterfränkischen Landkreis Bad Kissingen in Bayern. Der Ort hat 360 Einwohner.

## Lage
Das Kirchdorf Breitenbach liegt im Naturpark Bayerische Rhön an einer Verbindungsstraße der Bundesstraße 27 und der Bundesstraße 286. Zur Bundesautobahn 7 im Osten sind es knapp 2 km. Nach Bad Brückenau im Nordwesten sind es 3 km, nach Oberleichtersbach im Südwesten 2,5 km, nach Schondra im Südosten 4 km und nach Schildeck im Osten etwa 3 km.

## Geschichte
Der Ort wurde im Jahre 812 erstmals urkundlich erwähnt. Lange Zeit gehörte der Ort zu Fulda und seinem Propsteiamt Thulba. 1425 gehörte Breitenbach zum Zentgericht Brückenau. Im Türkensteuerregister der Fürstabtei Fulda aus 1605 ist der Ort unter den Namen „Breydtbach“ und „Breidtbach“ mit 41 Familien erwähnt. In einem Handbuch für den Unter-Mainkreis von 1830 werden dem Ort 32 Wohnhäuser, 38 Familien und 221 Seelen zugerechnet. Auch eine örtliche Schule wird erwähnt. Napoleon Bonaparte hatte ein Lager in Breitenbach errichtet.
Am 1. Mai 1978 wurde die bis dahin selbständige Gemeinde in die Gemeinde Oberleichtersbach eingegliedert.

## Wirtschaft
Das Dorf ist durch die Landwirtschaft geprägt, Industrie ist nur in dem benachbarten Industriegebiet Buchrasen zu finden.